# Кендра Харисън
Кендра Харисън (на английски: Kendra Harrison) е американска лекоатлетка, състезателка по бягане с препятствия.

## Биография
Кендра е родена на 18 септември 1992 година в Тенеси, като е осиновена в семейство с 10 деца, 8 от които също осиновени. Преди да се насочи към атлетиката се изявява като мажоретка и футболистка.
Харисън представлява САЩ на световното първенство по лека атлетика през 2015 година и на световното първенство в зала през 2016. На 22 юли 2016 година подобрява световния рекорд на Йорданка Донкова от 1988 година с 1 стотна като достига време 12.20 секунди на Диамантената лига в Лондон.

## Персонални рекорди
На открито
- 100 метра препятствия – 12.20 (2016) (световен рекорд)
- 300 метра препятствия – 41.41 (2011)
- 400 метра препятствия – 54.09 (2015)
- 100 метра – 11.35 (2016)
- 200 метра – 23.00 (2016)
- 400 метра – 55.49 (2012)
- 800 метра – 2:22.35 (2013)

В зала
- 60 метра препятствия – 7.77 (2016)
- 60 метра – 7.31 (2014)
- 200 метра – 23.47 (2014)
- 300 метра – 37.84 (2014)
- 400 метра – 53.82 (2013)
- 500 метра – 1:14.70 (2012)